# Celastrina shelleni
Celastrina shelleni är en fjärilsart som beskrevs av Lambertus Johannes Toxopeus. Celastrina shelleni ingår i släktet Celastrina och familjen juvelvingar. Inga underarter finns listade i Catalogue of Life.